# Les Oiseaux du temps
Les Oiseaux du temps (titre original : This Is How You Lose the Time War) est un roman court épistolaire de science-fiction écrit par Amal El-Mohtar et Max Gladstone, publié par les éditions Simon & Schuster en 2019. Il a remporté le prix British Science Fiction de la meilleure fiction courte 2019, le prix Nebula du meilleur roman court 2019, le prix Hugo du meilleur roman court 2020 et le prix Locus du meilleur roman court 2020.

## Résumé
Alors que les agentes Rouge et Bleu voyagent dans le temps, modifiant l'histoire de plusieurs univers au nom de leurs empires en guerre, elles se laissent des messages secrets — d'abord railleurs, mais qui se transforment progressivement en flirt puis en amour. Lorsque la commandante de Rouge détecte cette interaction avec un agent ennemi, elle lui ordonne d'envoyer à cet agente un message qui la tuera lorsqu'il sera lu. Après la mort de Bleu, Rouge voyage dans le temps jusqu'à l'enfance de cette dernière pour lui donner l'immunité au message empoisonné, lui permettant de survivre.

## Accueil
Publishers Weekly a qualifié Les Oiseaux du temps de « délicieusement conçu » et « éblouissant », avec « des jeux de mots de plus en plus complexes », et a déclaré qu'il « méritait plusieurs lectures ». Jason Sheehan, de la National Public Radio, l'a comparé au film Entre deux rives (« si on parait Entre deux rives d'un gilet pare-balles, le couvrant de rasoirs, le plongeant dans du poison et le lâchant pour tuer et se frayer un chemin à travers les mondes et siècles ») et a déclaré que le livre faisait une vertu de ce qu'il considérait comme les faiblesses caractéristiques à la fois du genre du voyage dans le temps et du format épistolaire.
Cheryl Morgan a fait valoir que son message central — « les soldats de chaque côté d'une guerre ont souvent beaucoup plus en commun les uns avec les autres qu'ils n'en ont avec les personnes qui sont assises en toute sécurité à la maison et donnent des ordres » — est celui « que le monde a besoin d'entendre ». Lee Mandelo de Tor.com (en) considère que le livre a « une structure interne poétique », avec une prose « pointue, presque nette » plutôt que « luxuriante », et un « accent (...) sur le personnel par opposition au global » ; Lee Mandelo  observe qu'il « a un argument à faire valoir — plusieurs, en fait — sur le conflit, l'amour et la résistance » et traite la guerre du temps comme « une leçon de choses, une vanité, un conflit sans fin et sans raison qui consume des générations, siècles, maintenant et pour toujours ». Dans Den of Geek, Natalie Zutter fait l'éloge de l'approche du roman en matière d'identité de genre : Rouge et Bleu utilisant toutes deux le pronom « elle », mais aucune ne correspond au moule hétéronormatif de la féminité, chacune interprétant le genre d'une douzaine de manières différentes, de sorte que plus elles apparaissent sous des formes différentes, moins leur sexe ou leur genre compte réellement.
Chez Strange Horizons (en), Adri Joy note que « la guerre du temps elle-même (...) est largement incompréhensible au-delà de ses points les plus élémentaires », reprochant au roman son manque de tension directe et son manque d'image cohérente, et son « obscurcissement poétique » qui est difficile à comprendre et non pertinent pour l'histoire racontée ; Joy salue néanmoins le roman comme un chef-d'œuvre émotionnel absolu. Black Gate (en) trouve que ce n'est ni une énigme à analyser ni une boîte de puzzle de science-fiction enchevêtrée et difficile de voyage dans le temps à démêler, sa révélation finale étant assez évidente dès le premier chapitre, mais souligne que la révélation en question est néanmoins assez épanouissante sur le plan émotionnel, concluant finalement que « c'est amusant de regarder des déesses tomber amoureuses (...) et Rouge et Bleu se sentent très humaines ».

### Récompenses
Les Oiseaux du temps a remporté le prix British Science Fiction de la meilleure fiction courte 2019, le prix Nebula du meilleur roman court 2019,, le prix Locus du meilleur roman court 2020, le prix Hugo du meilleur roman court 2020 ainsi que le prix Aurora de la meilleure fiction courte 2020. Il a de plus été finaliste du prix Shirley-Jackson du meilleur roman court 2019, du premier prix Ray Bradbury pour la science-fiction, la fantaisie et la fiction spéculative aux Los Angeles Times Book Prizes 2019ainsi que du prix Kitschies (en) du meilleur roman 2019.

## Modalité de création
Les lettres de Rouge ont été entièrement écrites par Max Gladstone et celles de Bleu par Amal El-Mohtar. Bien qu'ils aient écrit au préalable un plan général, les réactions de chaque personnage ont été développées avec un véritable élément de surprise à la réception de chaque lettre, et les scènes accompagnant [les lettres] ont été écrites en utilisant cette réponse émotionnelle.

## Adaptation
Amal El-Mohtar a annoncé en 2019 que les droits d'adaptation du livre pour la télévision avaient été achetés, avec des scripts à écrire par elle-même et Max Gladstone ; elle a également précisé que les sexes des personnages n'étaient pas négociables.

## Éditions
- This Is How You Lose the Time War, Simon & Schuster, 16 juillet 2019, 198 p.  (ISBN 978-1-5344-3100-3)
- Les Oiseaux du temps, Mü, 14 mai 2021, trad. Julien Bétan, 192 p.  (ISBN 978-2-35408-845-3)
- Les Oiseaux du temps, Le Livre de poche, coll. « Imaginaire » no 36823, 15 mars 2023, trad. Julien Bétan, 216 p.  (ISBN 978-2-253-10705-7)